# José de Oliveira Ferreira
José de Oliveira Ferreira (Porto, 1883 - Vila Nova de Gaia, 1942) foi um escultor português.

## Biografia
José de Oliveira Ferreira nasceu na freguesia de São Nicolau, Município do Porto, a 8 de janeiro de 1883.
Em 1888 a sua família instala-se na Quinta da Beleza, em Vila Nova de Gaia, quinta esta localizada nas proximidades do atelier do escultor António Teixeira Lopes, que viria a ser mestre de José de Oliveira Ferreira.
Após a conclusão dos estudos na Escola de Desenho Industrial Passos Manuel, em Vila Nova de Gaia, ingressa, em 1898, Escola de Belas Artes do Porto.
A passagem pela Escola de Belas Artes do Porto é marcada pelos prémios e menções que obtém em resultado dos seus trabalhos, assim como as altas classificações.
Em 1905 conclui o curso de Escultura com a prova Uma mulher desfalecida num banco público segurando duas crianças ao colo, conseguindo mesmo a classificação máxima.
Após a conclusão do curso, concorre em 1907 a uma pensão do Estado no estrangeiro com a obra A prisão do mendigo, que ganhou tendo ido para Paris.

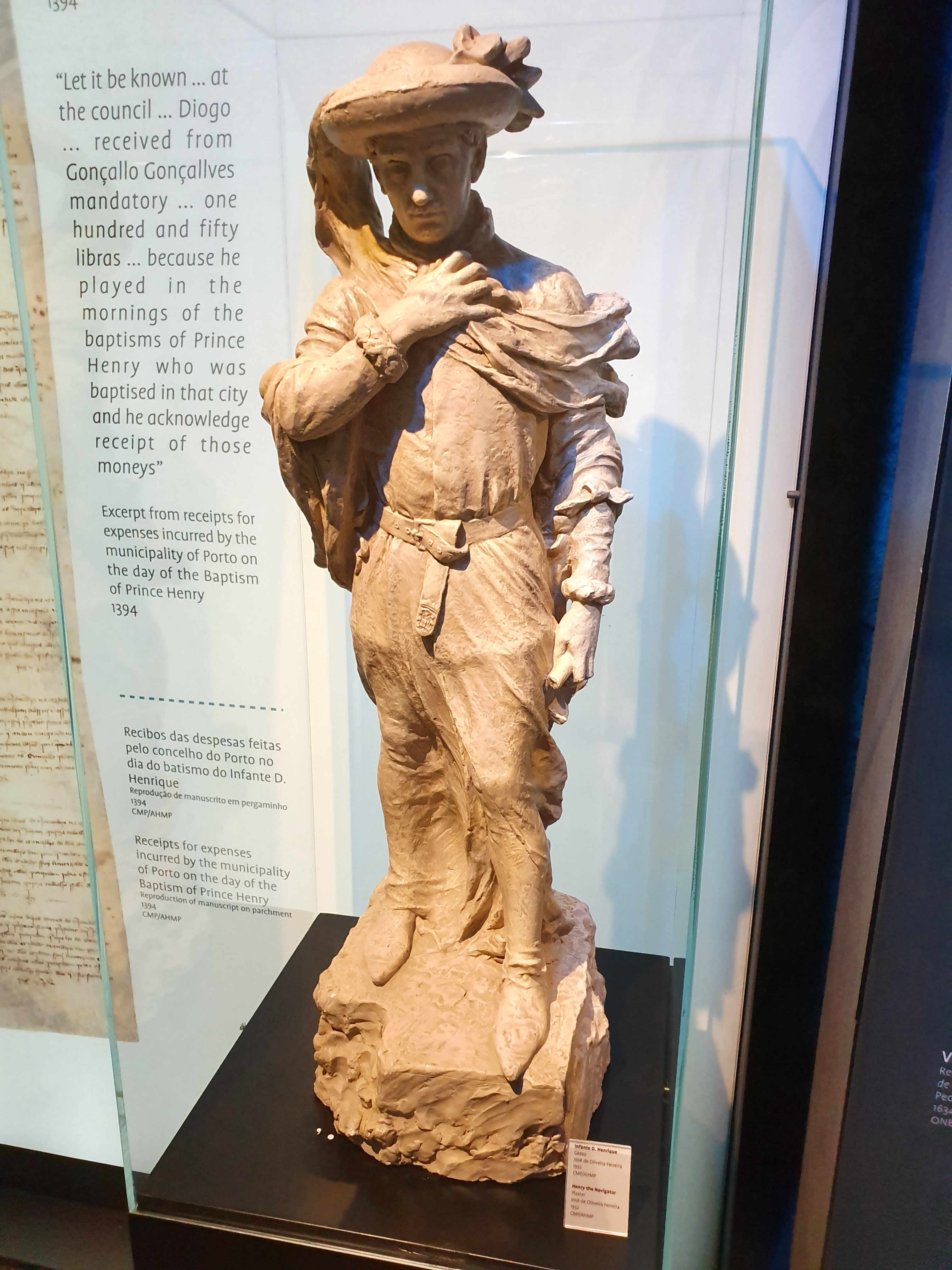
Infante D. Henrique, estátua em gesso de 1932 de José de Oliveira Ferreira, na Casa do Infante, no Porto

Nessa cidade teve oportunidade de estudar com os artistas Mercier, Seice e Poularin e confraternizou com artistas nacionais como Costa Mota, Simões de Almeida, Francisco Santos e João da Silva. Teve ainda oportunidade de expor os seus trabalhos no Salon tendo mesmo uma das suas obras - o busto Sorriso - sido premiada.
Em 1909, juntamente com o seu irmão o arquiteto Francisco de Oliveira Ferreira, vence o concurso para o Monumento à Guerra Peninsular, em Lisboa, com a obra Aspirantes portugueses. Este trabalho obriga-o a abandonar a bolsa de estudo e a regressar a Portugal tendo-se instalado em Vila Nova de Gaia, mais exatamente na sua oficina-casa em Miramar.
Neste seu regresso a casa vem acompanhado de uma jovem modelo francesa.
Para além da escultura, José Carneiro da Silva dedicou-se ao ensino tendo lecionado na Escola Industrial Faria Guimarães e em 1916 ocupou temporariamente o lugar do mestre Teixeira Lopes na Escola de Belas Artes do Porto.
Foi ainda membro do Conselho de Arte e Arqueologia do Norte do País.
Faleceu em Miramar a 3 de outubro de 1942.